# Edward Dorn
Edward Dorn (ur. 2 kwietnia 1929 w Villa Grove, zm. 10 grudnia 1999 w Denver) – amerykański poeta.

## Życiorys
Nie znał ojca, matka była pochodzenia holenderskiego. Studiował na Universty of Illinois, później wykładał na Idaho State University, w 1961 wydał swój pierwszy zbiór poezji, The Newly Fallen. Przez pewien czas mieszkał w Wielkiej Brytanii, gdzie wykładał na Wydziale Literatury na University of Essex. Fascynował się kulturą amerykańskiego Zachodu, w swoich wierszach zamieszczonych w tomach Geography (1965) i North American Turbine (1967) nakreślił poetycką autobiografię. W latach 1968–1975 opublikował czterotomowy poemat Gunslinger, w którym przeprowadzał eksperymenty formalne i skupiał się na świecie wewnętrznych przeżyć. Inne jego prace to m.in. The Shoshoneans (1965), Hello, La Jolla (1978), Abhorrences (1989) i High West Rendezvous: A Sampler (1997).